# Bintoro (Demak)
Bintoro is een bestuurslaag in het regentschap Demak van de provincie Midden-Java, Indonesië. Bintoro telt 19.119 inwoners (volkstelling 2010).